# 암야행로
《암야행로》(暗夜行路)는 시가 나오야의 소설이다. 잡지 《개조》에 1921년 1월호부터 8월호까지 전편, 1922년 1월호부터 1937년 4월호까지 후편을 발표했다. 시가 나오야의 유일한 장편 소설로, 4부로 구성되었다.

## 줄거리
주인공 도키오 겐사쿠(時任謙作)는 방탕의 매일을 보내는 소설가. 어느날 오노미치로 여행을 떠난 그는, 조부의 첩 오에이(お栄)와 결혼하고 싶어한다. 그 때, 겐사쿠가 조부와 어머니 사이에서 태어났다는 사실을 알고 괴로워한다. 간신히 회복하여 나오코(直子)라는 여성과 결혼하지만 나오코가 사촌과 실수를 저지른 것으로 다시 고뇌를 짊어지고, 돗토리의 다이 산에 혼자 틀어박힌다. 대자연 속에서 정신이 맑아져 모든 것을 용서하는 심경에 달하고, '암야행로'에 종지부를 찍는다.

## 영화판
1959년 9월 20일 공개. 도쿄 영화 제작, 도에이배급.

### 스태프
- 감독：도요타 시로
- 각색：야스미 도시오
- 음악：아쿠타가와 야스시

### 캐스팅
- 도키오 겐사쿠：이케베 료
- 나오코：야마모토 후지코
- 오에이：아와시마 지카게
- 도키오 노부유키(時任信行)：지아키 미노루
- 겐사쿠의 어머니：후미노 도모코
- 겐사쿠의 아버지: 나카무라 노부오